# Salina (Nowy Jork)
Położenie i charakterystyka 
Salina to duże, podmiejskie miasto położone na północnej granicy miasta Syracuse, przy jeziorze Onondaga, w hrabstwie Onondaga, w stanie Nowy Jork. Obecnie liczy ponad 33 tysiące mieszkańców i składa się z pięciu mniejszych społeczności: Mattydale, Liverpool, Lyncourt, Galeville oraz części North Syracuse.
Historia 
Obszar dzisiejszego Salina pierwotnie należał do plemienia Onondaga, a później został włączony do tzw. Central New York Military Tract. Kluczową rolę w rozwoju miasta odegrały złoża soli – już pod koniec XVIII wieku władze stanowe przejęły kontrolę nad lokalnymi źródłami solankowymi, a w 1798 roku wytyczono i nazwano wieś Salina. W 1809 roku oficjalnie utworzono miasto Salina, które początkowo obejmowało znacznie większy teren niż dziś, w tym dzisiejsze Geddes i większość Syracuse.

Salina dynamicznie rozwijała się w XIX wieku dzięki produkcji soli oraz położeniu przy Kanale Erie, którego środkowy odcinek – od Salina do Utica – otwarto już w 1820 roku. W 1848 roku, wraz z utworzeniem miasta Syracuse, Salina została zredukowana do obecnych granic, a dawna wieś Salina stała się pierwszą dzielnicą nowego miasta.
Salina – miasto w Stanach Zjednoczonych, w stanie Nowy Jork, w hrabstwie Onondaga.